# دان هد
دان هد (انگلیسی: Don Head؛ زادهٔ ۳۰ ژوئن ۱۹۳۳) بازیکن هاکی روی یخ اهل کانادا بود.